# Constructie van Graves
De constructie van Graves is een meetkundige constructie waarmee bij een gegeven ellips een nieuwe ellips geconstrueerd kan worden met dezelfde brandpunten als de gegeven ellips. De constructie is genoemd naar de Ierse bisschop Charles Graves (1812-1899).
Voor de constructie wordt een draad - langer dan de omtrek van de gegeven ellips - om de gegeven ellips gelegd. Een potlood spant de lus strak en tekent rondgaand een nieuwe figuur, die ook een ellips is en dezelfde brandpunten heeft als de gegeven ellips.